# Väätsa (commune)
Ne doit pas être confondu avec le bourg éponyme, Väätsa.
Väätsa (en estonien : Väätsa vald) est une commune rurale d'Estonie située dans le comté de Järva. Elle s'étend sur 195 km2

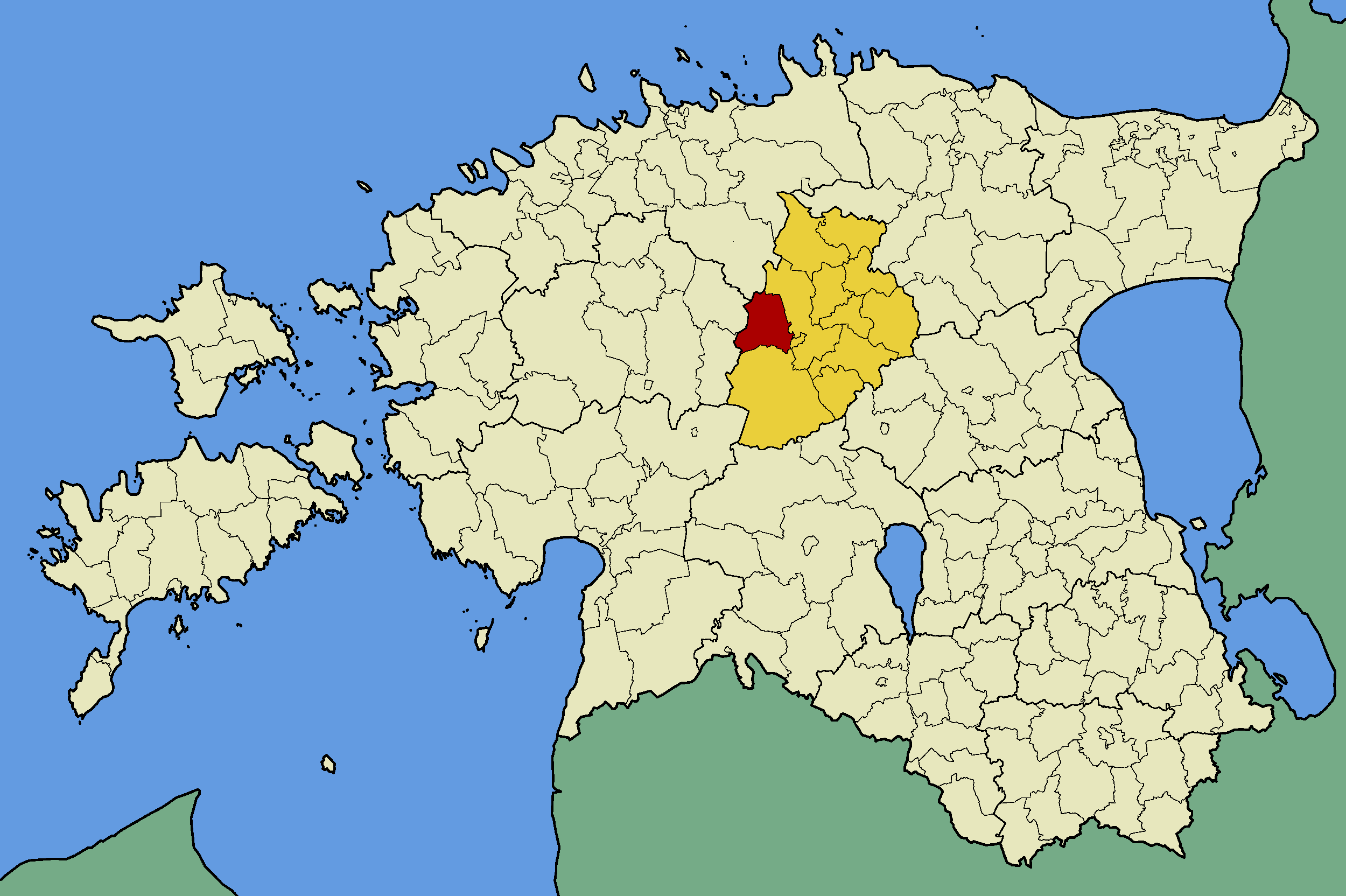
Commune de Väätsa (rouge), dans le Comté de Järva (jaune).

et a 1 296 habitants(01.01.2012).

## Municipalité
La municipalité comprend un bourg et 10 villages.

### Bourg
Väätsa

### Villages
Aasuvälja, Lõõla, Piiumetsa, Reopalu, Roovere, Röa, Saueaugu, Vissuvere, Väljataguse, Ülejõe.